# 辉石

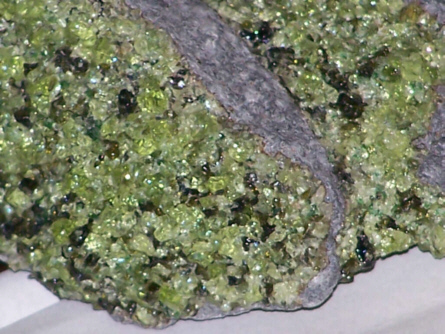
地幔橄榄岩包体（产地：美国亚利桑那州圣卡洛斯地区）。该包体主要由绿色的橄榄石组成，其中夹杂有黑色的斜方辉石和尖晶石晶体，并有少量草绿色的透辉石晶粒。图中晶粒很细的灰色岩石是包裹该包体的玄武岩。（比例未知）

辉石是一种重要的硅酸盐矿物，是辉石类矿物的总称，常在火成岩和变质岩中被发现。根据晶体结构的不同，辉石可被分为单斜辉石和斜方辉石两个亚族，前者属于单斜晶系，后者属于斜方晶系。辉石类矿物的共同特点是其晶体中含有硅氧四面体形成的单链结构。

## 成分
辉石的成分可表示为XY(Si,Al)2O6，其中X代表钙、钠、镁和2价铁的离子，偶尔也可为锌、锰和锂等元素的离子。Y既可代表与X相同的离子，也可以代表一些半径较小的阳离子如铬、铝、3价铁、钒、钪等。 与长石和角闪石不同，铝在辉石中几乎不能替代硅氧四面体链中的硅原子。

## 矿物学特征
辉石属于中等解理。天然辉石样品中一般可见到一组很明显的解理，而另一组解理不易被发现；多色性弱；区别斜方辉石和单斜辉石需要使用偏光显微镜，由样品的消光方式判定。

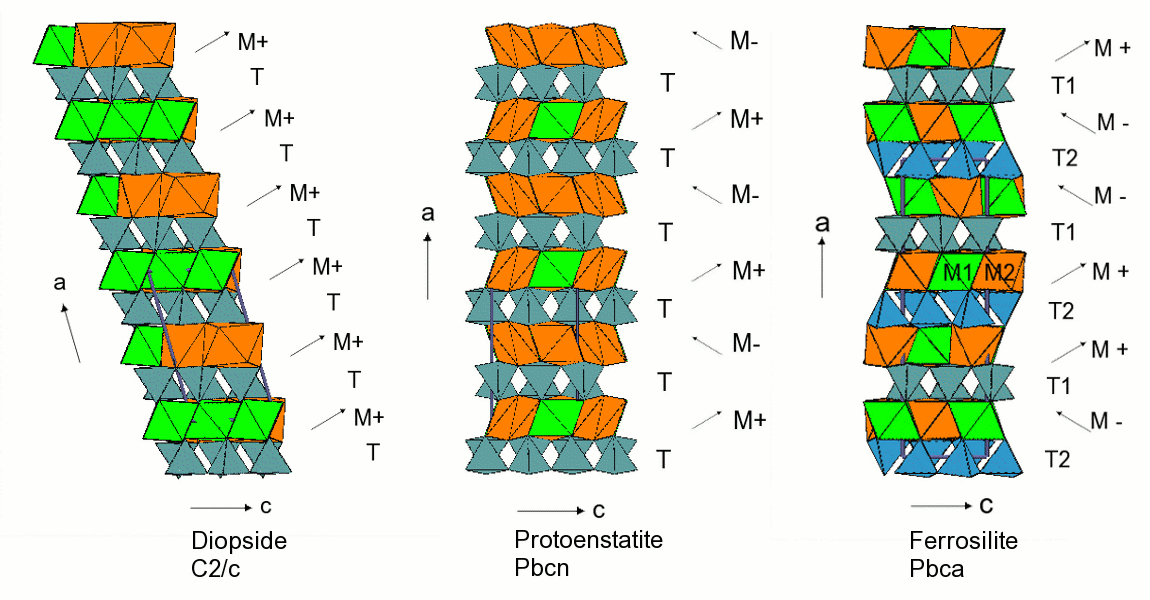
辉石的晶体结构：在透辉石（左）、原辉石（中）和正铁辉石（右）晶体结构内交替排列的硅氧四面体（深绿色，浅蓝色）和阳离子-氧原子六面体（橙色，浅绿色）链。图中的蓝色矩形表示一个原胞

辉石晶体中的硅氧四面体链结构为其晶体容纳不同的阳离子提供了可能，因此辉石系列矿物可以有多种不同的化学成分，而对不同种类辉石的命名也是从其化学成分出发。辉石晶体中有两种不同的阳离子－氧八面体结构，分别被称为X（或者M2）八面体结构以及Y（或者M1）八面体结构；与此同时，辉石晶体中还有一种四面体结构，用字母T表示。不同种辉石的名称来源于X八面体结构，Y八面体结构以及T四面体结构中不同的化学元素。Y（M1）八面体结构是由阳离子及6个紧密包围它的氧原子构成的。而依结构中心的阳离子的大小不同，X（M2）八面体结构可以含有6－8个氧原子。国际矿物联合会的新矿物与矿物命名委员会在1989年将辉石系列矿物分为20种不同的种类，并取消了以往的105种旧种类命名。

## 物理性质
不含铁的辉石颜色较浅，含铁的辉石颜色较深，从深绿，棕色到黑色不等。辉石的莫氏硬度在5-7之间，比重在3.1至3.5左右。

## 命名
“辉石”的英文名"Pyroxene"来源于希腊语中的“火”和“外来者”两个词。辉石常出现在火山的岩浆中，当这些岩浆凝固后，人们有时会发现辉石的晶体嵌在火山玻璃当中，看起来就像玻璃中的杂质一样；辉石因此得名。但事实上辉石并非岩浆中的杂质，它在岩浆流出地面之前就已经结晶了。辉石是首先由法国矿物学家阿维命名的。

## 分类

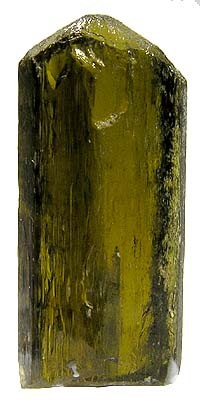
宝石级顽火辉石。产地：缅甸 (大小: 2.4 x 1.0 x 0.8 厘米)

- 单斜辉石：单斜晶系
  - 斜顽辉石
  - 钙铁辉石（英语：hedenbergite）
  - 普通辉石
  - 透辉石
  - 碱性辉石
- 斜方辉石：斜方晶系
  - 顽火辉石
  - 古铜辉石
  - 紫苏辉石
  - 正铁辉石（英语：ferrosilite）

## 化学性质
在高温高压下，顽火辉石（Oen，斜方晶系）会发生相变，转变成斜顽辉石（Cen，单斜晶系）：
Oen {\displaystyle \rightarrow } Cen (>1000℃,6GPa)
在高温高压以及镁铝榴石存在的情况下，辉石会溶于镁铝榴石形成固溶体。